# 北洋马医学堂
北洋马医学堂是曾经存在于河北保定及天津的一所专科学校。养成陆军兽医人材，编纂教科书，及施行蹄铁教育并军马卫生试验。后改名为陆军兽医学校。是中国第一所兽医科专业学校，也是亚洲第一所西式兽医学校。是中国现代兽医教育之始。
自1904年至1951年的47年中，该校先后举办了兽医正科32期（其中第32期学生迁长春改为解放军兽医大学本科第二期）、速成科一期、训练班二期、兽医专修科（简易班）23期、畜牧科8期、蹄铁科12期、高级研究班4期、深造班3期，另有短期训练班及补习班10期，共计不同科班毕业生2836人（其中正科毕业生1045人）。

## 历史沿革
1902年清政府发布《钦定学堂规程》，规定大学专门七个分科中有农业一科；农业科分农艺、农业化学、林学、兽医四目。兽医作为一个专门学科列入兴学规划。兽医最早建校的则是北洋马医学堂。

### 清末创办
北洋马医学堂由袁世凯奏准，于清光绪三十年（1904年）12月1日成立于当时的直隶省保定东关小营村北洋速成武备学堂内。北洋军医学堂总办徐华清兼任马医学堂总办；第一批留美归国的海军军医姜文熙为首任监督（相当于教务长）。该校创办之初，由于缺乏师资，乃通过日本政府选聘东京帝国大学教授野口次郎等三人来华执教，由野口次郎任总数习（当年我国尚无教授、讲师等职衔名称），伊藤三郎、田中醇为教习，分别讲授各科课程。旋又聘老技工浅见正吉为蹄贴铁助手。并从日本购入全部图书仪器及其他教学设备，初具兽医专业学校的规模，开始招收兽医正科和速成科学生各一个班。
创校半年后迁至天津。
（1907年）4月年由陆军部接管、易名为陆军马医学堂，由汤富礼任总办，姜文熙任监督。 

### 民初北洋时期
辛亥革命后的1912年陆军马医学堂奉令仿效东西各国建制改名为陆军兽医学校。姜文熙为校长，刘保元为教务长。日籍教师先后期满解聘回国。1913年又聘请曾任日本兽医总监的著名兽医学者渡边满太郎为教习。同年九月再创办蹄铁科，设立蹄铁工厂，招收第一期学生。从此又为我国创奠了现代蹄铁技术工艺和兽医矫形外科学的基础，1917年姜文熙调任军医司长，由刘葆元继任校长，继续派员赴日本留学，专攻兽医外科。1918年因德国饲养学家凯尔纳正在日本讲学，乃于同年4月派王毓庚赴日研究饲养学和乳肉卫生检验。
1919年3月奉命与军医学校同时迁往北京东四牌楼九條胡同东口富新仑新校址。 修业年限定为四年，加见习三个月，被服膳费由学校供给。 
“本科学生所授之课程有国文、东文，英文、物理、化学、植物、动物、解剖、生理、外科手术、组织学、相马学、药物学、调剂学、蹄铁及蹄病学、外科学、产科学、内科学、病理解剖学、细菌学、病理学、诊断学、畜产学、眼科学、卫生学、寄生动物学、农学大意、兽医警察（港口的乳肉等畜产品卫生检验及检疫）、马政学、牧马学、动物疫论、军制及勤务，物理实习、化学实习、植物试验、动物试验、解剖实习，调剂实习，外科手术实习，组织实习，蹄铁实习，细菌实习，病理解剖实习，诊断治疗实习，乳肉检查实习，农场视察，体操及马术等。”

### 南京国民政府时期
1928年由南京国民政府军政部接管，王毓庚出任校长，崔步瀛为教务长。
九一八事变后，该校在北平西郊成立后方兽医院收容伤病军马和运输队的马、骡、牛等役畜。
1936年迁至南京小营，以原骑兵学校为校址。1936年八月军政部派部附陈尔修为校长。1936年9月间广东军阀所办军医学校的兽医班并入该校。
卢沟桥事变（1937年7月）后，迁至湖南益阳。1938年由益阳迁至湖南洪江。1939年迁至贵州安顺。1940年由于种马场、军马场及马政方面亟需畜牧技术人材，增设了畜牧科。1942年又设西北分校于兰州。
1946年国民党政府成立国防部，该校隶属于联合勤务总司令部，杨守绅任校长，西北分校并回本校。1948年校长杨守绅率部分教职员到北平丰台开办兽医勤务班，后改为迁校筹备处，由张荩臣负责。1948年杨守绅兼任马政司司长，贾清汉代理该校校长。

### 中华人民共和国建国后
1949年秋，国府勒令该校将物资图书、器材先行装运重庆，师生候命迁移。当时代理校长贾清汉根据全校师生意愿，审时度势，拒不执行，使得物资图书、武器、器材、人员等未受损失。国军撤离安顺而解放军尚未进驻的三昼夜中，贾协同当地开明人士，组织临时维持机构，维护学校及安顺城内治安。1949年11月18日，贾亲自率领全校师生员工在安顺东门外热烈欢迎人民解放军入城。从此该校改组为中国人民解放军西南军区兽医学校。1951年改称中国人民解放军第二兽医学校。
北平解放时，该校在丰台的迁校筹备处于1950年奉令在丰台建立军委卫生部兽医学院，1952年中国人民解放军总后勤部报请中央军委批准以该校安顺部分的技术力量为基础，连同解放战争中临时成立的华东军区兽医学校、中南军区兽医学校一起迁并于党政领导骨干较强的长春的总后勤部高级兽医学校（1951年由丰台的军委卫生部兽医学院与东北军区兽医学校合并成立的）。于1953年1月改建中国人民解放军兽医大学。 